# マリブ (カリフォルニア州)
マリブ（Malibu）は、アメリカ合衆国カリフォルニア州ロサンゼルス郡西部の太平洋に面した都市。人口は1万654人（2020年）。山と海に挟まれた細長い地形が特徴で、海岸の長さは34 kmにもなる。太平洋を望むことができる住宅は高額であり、住人には富裕層が多い。

## 歴史
1991年に法人化した比較的若い都市である。
2025年1月のロサンゼルス近郊で発生したパリセイズ火災で広い範囲が焼失した。

## 地理
東はロサンゼルスのパシフィック・パリセイズと隣接している。

## 経済
- レーザーの開発で有名なヒューズ研究所（英語版）が立地している。
- 2020年アメリカ合衆国国勢調査によれば、市内の平均住宅価格は3億円を上回る。

## 教育
- ペパーダイン大学

## マリブを舞台にした作品
- 『猿の惑星』

自由の女神像が登場するシーンはここのPoint Dumeの海岸で撮影された。
- 『ふたりはお年ごろ』
- 『Zoey 101（英語版）』
- 『シークレット・アイドル ハンナ・モンタナ』

主人公マイリー・スチュワート（ハンナ・モンタナ）が住んでいることになっている。
- 『チャーリー・シーンのハーパー★ボーイズ』
- 『アイアンマン』シリーズ

主人公トニー・スターク/アイアンマンの自宅はマリブ市の海岸沿いに位置している設定がある。この自宅は『猿の惑星』の自由の女神像が登場する崖の上辺りに作られている。
- 『毎日がイタリアン-ジャーダのカジュアル・クッキング-』
- 『ソードフィッシュ』

主人公のスタンリーが親権を奪われた愛娘ホリーと、元妻が住んでいる場所とされる。
- 『SPF-18』

ほとんどのシーンがマリブで撮影された恋愛映画。キアヌ・リーブスが本人役でカメオ出演し、キアヌの自宅（設定上）を友人の息子に貸すというシーンなどがある。

## 関係者
出身者
居住その他ゆかりある人物
- リチャード・ヒルトン（実業家） - ヒルトン姉妹の父親
- バーブラ・ストライサンド（女優） - 居住[10]
- レオナルド・ディカプリオ（男優） - 居住[11]
- ミランダ・カー（オーストラリアのファッションモデル） - 居住[12]
- 小室哲哉（日本のミュージシャン） - 居住